# Плавунчики
Плаву́нчики (лат. Haliplidae) — семейство насекомых из отряда жесткокрылых, состоящее из пяти родов и примерно 200 видов. Распространены повсеместно.

## Описание
Это маленькие жуки размером в длину всего 1,5—5 мм. Тело овальной формы. Тазики задних ног с большими бедренными покрышками. Усики 10-сегментные.

## Экология и местообитания
Плавунчики живут среди водной растительности по краям небольших прудов, речек или тихих ручьёв.

## Палеонтология
Древнейшим известным представителем семейства является Haliplus cretaceus, найденный в отложениях раннего мела Монголии. 